# Адміністративний устрій Драбівського району
Адміністративний устрій Драбівського району — адміністративно-територіальний поділ Драбівського району Черкаської області на 4 сільські громади, 2 селищні та 22 сільську раду, які об'єднують 51 населений пункт та підпорядковані Драбівській районній раді. Адміністративний центр — смт Драбів.

## Список громад
- Великохутірська сільська громада
- Зорівська сільська громада
- Михайлівська
- Плешканівська сільська громада

## Список радДрабівського району
| №  | Назва                             | Центр                    | Населені пункти                         | Площа км² | Місце за площею | Населення (2001), чол. | Місце за населенням |
| -- | --------------------------------- | ------------------------ | --------------------------------------- | --------- | --------------- | ---------------------- | ------------------- |
| 1  | Драбівська селищна рада           | смт Драбів               | смт Драбів                              |           |                 | 7172                   | 1                   |
| 2  | Шрамківська селищна рада          | смт Шрамківка            | смт Шрамківка с-ще Вишневе              |           |                 | 3461                   | 2                   |
| 3  | Безбородьківська сільська рада    | с. Безбородьки           | с. Безбородьки                          |           |                 | 1211                   | 13                  |
| 4  | Бирлівська сільська рада          | с. Бирлівка              | с. Бирлівка с. Перше Травня             |           |                 | 1880                   | 6                   |
| 5  | Білоусівська сільська рада        | с. Білоусівка            | с. Білоусівка                           |           |                 | 2473                   | 4                   |
| 6  | Демківська сільська рада          | с. Демки                 | с. Демки с. Новомиколаївка              |           |                 | 1248                   | 11                  |
| 7  | Драбове-Барятинська сільська рада | с-ще Драбове-Барятинське | с-ще Драбове-Барятинське                |           |                 | 2531                   | 3                   |
| 8  | Жорнокльовівська сільська рада    | с. Жорнокльови           | с. Жорнокльови                          |           |                 | 458                    | 29                  |
| 9  | Золотоношківська сільська рада    | с. Золотоношка           | с. Золотоношка                          |           |                 | 751                    | 23                  |
| 10 | Кантакузівська сільська рада      | с. Кантакузівка          | с. Кантакузівка                         |           |                 | 896                    | 18                  |
| 11 | Ковалівська сільська рада         | с. Ковалівка             | с. Ковалівка с. Гречанівка              |           |                 | 972                    | 15                  |
| 12 | Коломицька сільська рада          | с. Коломиці              | с. Коломиці                             |           |                 | 792                    | 22                  |
| 13 | Кононівська сільська рада         | с. Кононівка             | с. Кононівка с-ще Кононівка             |           |                 | 1363                   | 9                   |
| 14 | Криштопівська сільська рада       | с. Криштопівка           | с. Криштопівка                          |           |                 | 387                    | 31                  |
| 15 | Левченківська сільська рада       | с. Левченкове            | с. Левченкове с. Тополі                 |           |                 | 802                    | 20                  |
| 16 | Митлашівська сільська рада        | с. Митлашівка            | с. Митлашівка с. Козаче с. Олімпіадівка |           |                 | 1458                   | 7                   |
| 17 | Мойсівська сільська рада          | с. Мойсівка              | с. Мойсівка                             |           |                 | 639                    | 25                  |
| 18 | Нехайківська сільська рада        | с. Нехайки               | с. Нехайки с. Привітне                  |           |                 | 1361                   | 10                  |
| 19 | Остапівська сільська рада         | с. Остапівка             | с. Остапівка с. Ковтунівка              |           |                 | 390                    | 30                  |
| 20 | Перервинцівська сільська рада     | с. Перервинці            | с. Перервинці с-ще Козорізи             |           |                 | 898                    | 17                  |
| 21 | Погребська сільська рада          | с. Погреби               | с. Погреби с-ще Бондарівка с. Гай       |           |                 | 1230                   | 12                  |
| 22 | Свічківська сільська рада         | с. Свічківка             | с. Свічківка с. Хомівщина               |           |                 | 626                    | 26                  |
| 23 | Степанівська сільська рада        | с. Степанівка            | с. Степанівка                           |           |                 | 1095                   | 14                  |
| 24 | Яворівська сільська рада          | с. Яворівка              | с. Яворівка с-ще Червона Дача           |           |                 | 895                    | 19                  |

* Примітки: м. — місто, с-ще — селище, смт — селище міського типу, с. — село